# Gonzalo Freitas
Gonzalo Gastón Freitas Silva (Montevideo, 2 ottobre 1991) è un calciatore uruguaiano, centrocampista del Goiás.

## Caratteristiche tecniche
È un mediano.

## Statistiche

### Presenze e reti nei club
Statistiche aggiornate al 17 marzo 2018.
| Stagione             | Squadra              | Campionato           | Campionato | Campionato | Coppe nazionali | Coppe nazionali | Coppe nazionali | Coppe continentali | Coppe continentali | Coppe continentali | Altre coppe | Altre coppe | Altre coppe | Totale | Totale | Totale |
| Stagione             | Squadra              | Comp                 | Pres       | Reti       | Comp            | Pres            | Reti            | Comp               | Pres               | Reti               | Comp        | Pres        | Reti        | Pres   | Reti   |        |
| -------------------- | -------------------- | -------------------- | ---------- | ---------- | --------------- | --------------- | --------------- | ------------------ | ------------------ | ------------------ | ----------- | ----------- | ----------- | ------ | ------ | ------ |
| 2011-2012            | Bella Vista          | PD                   | 13         | 0          |                 | -               | -               | CS                 | 1                  | 0                  |             | -           | -           | 14     | 0      |        |
| 2012-2013            | Bella Vista          | PD                   | 24         | 2          |                 | -               | -               |                    | -                  | -                  |             | -           | -           | 24     | 2      |        |
| Totale Bella Vista   | Totale Bella Vista   | Totale Bella Vista   | 37         | 2          |                 | -               | -               |                    | 1                  | 0                  |             | -           | -           | 38     | 2      |        |
| 2013-2014            | Liverpool (M)        | PD                   | 21         | 0          |                 | -               | -               |                    | -                  | -                  |             | -           | -           | 21     | 0      |        |
| 2014-2015            | Liverpool (M)        | SD                   | 24         | 5          |                 | -               | -               |                    | -                  | -                  |             | -           | -           | 24     | 5      |        |
| 2015-2016            | Liverpool (M)        | PD                   | 25         | 0          |                 | -               | -               |                    | -                  | -                  |             | -           | -           | 25     | 0      |        |
| 2016                 | Liverpool (M)        | PD                   | 12         | 1          |                 | -               | -               |                    | -                  | -                  |             | -           | -           | 12     | 1      |        |
| 2017                 | Liverpool (M)        | PD                   | 16         | 2          |                 | -               | -               | CS                 | 1                  | 0                  |             | -           | -           | 17     | 2      |        |
| Totale Liverpool (M) | Totale Liverpool (M) | Totale Liverpool (M) | 98         | 8          |                 | -               | -               |                    | 1                  | 0                  |             | -           | -           | 99     | 8      |        |
| 2017-2018            | Atl. Tucumán         | PD                   | 13         | 1          | CA              | 3               | 1               | CL                 | 0                  | 0                  |             | -           | -           | 13     | 1      |        |
| Totale carriera      | Totale carriera      | Totale carriera      | 148        | 11         |                 | 3               | 1               |                    | 2                  | 0                  |             | -           | -           | 153    | 12     |        |

## Palmarès

### Competizioni nazionali
- Segunda División Profesional de Uruguay: 1

Liverpool (M): 2014-2015
- Campionato uruguaiano: 1

Peñarol: 2018
- Copa Uruguay: 1

Defensor Sporting: 2022